# 小倉遊龜

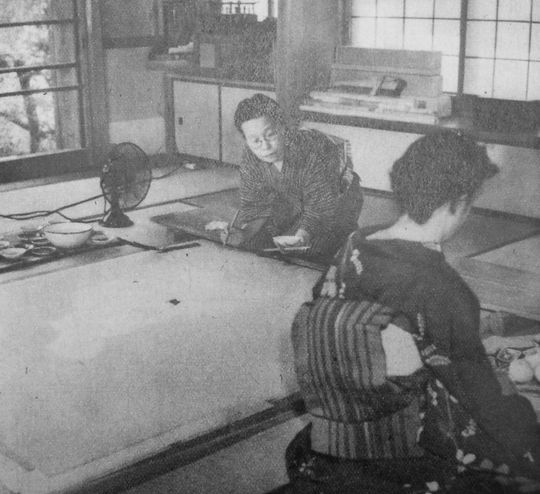
1948年

小倉遊龜 （日语：小倉 遊亀，1895年3月1日—2000年7月23日） 是日本女性畫家。滋賀縣人。主要作品『浴女』『O夫人坐像』『裸婦』『母子』等。日本藝術院會員。文化勳章獲得者。